# 밀라노 지하철 3호선
밀라노 지하철 3호선(이탈리아어: Linea Tre)은 이탈리아 밀라노에서 운행되고 있는 지하철 노선으로, 밀라노 지하철의 노선 중 하나로 속해 있으며 ATM이 운영한다. 1990년 월드컵 준비를 위하여 1986년부터 건설이 시작되어 1990년에 개통하였다. 이 노선은 노란색 표시로 구별되기 때문에 노란색 노선(이탈리아어: Linea Verde)이라고도 불린다.
이 노선은 산도나토밀라네세의 남동부 교외에서 도심을 지나 밀라노 시의 북서부 지역까지 연결한다. 총 길이는 17.1km이며 21개의 역이 있다.
파울로까지 남쪽 방향으로 연장될 예정이었으나, 현재는 자금 부족으로 인해 중단된 상태이다.

## 역사

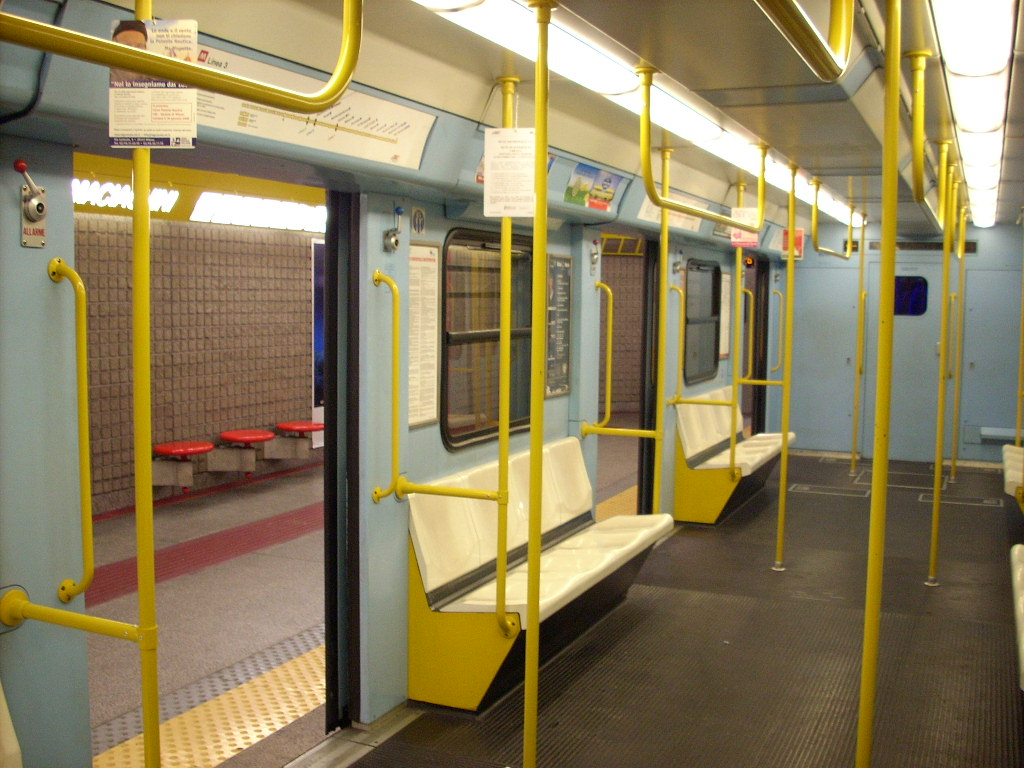
3호선 열차 내부

1977년 밀라노 지자체는 세 번째 지하철 노선 계획안에 대해 승인했다. 노선 경로는 이전 몇 년 동안의 주요 교통경로를 연구한 것을 기반으로 하여 선택되었다. 최종 계획안은 1981년 초에 제시되었고, 새로운 노선에 대한 공사 작업은 같은 해 9월 8일부터 시작되었다.
첫번째 구간인 첸트랄레에서 두오모까지의 구간은 월드컵이 개최되기 바로 직전이었던 1990년 5월 3일 개통되었다. 하지만 저 두 종착역 사이에서는 왕복 열차만이 운행되었다. 그 해 말에는 포르타 로마나까지 연장되었다.
1991년 5월 12일에는 북쪽으로는 손드리오까지, 남쪽으로는 산 도나토까지 새로 연장하여 개통했다.
이후 새롭게 확장하는 공사의 속도가 느려져 다음과 같은 해에 각각 개통되었다. 1995년 12월 16일에는 차라 역 하나가 문을 열었고 2003년 12월 8일에는 마차키니 역이 문을 열었다. 가장 최근에 연장된 북쪽 구간의 4개 역은 2011년 초에 문을 열었다.

## 열차
이 노선을 달리는 열차의 종류에는 3가지가 있다. 1989-1990년 사이 도입된 기존 열차들, 기존의 열차를 개조한 열차들, 새로운 안살도브레다 메네기노 열차들이다. 3호선 열차는 1,500 볼트 DC 전압으로 공급되는 가공 전차선을 사용한다. 궤간은 1,435mm 표준궤이다.

## 연장 계획
현재 남쪽 방향으로 연장하기로 계획되어 있다. 이 새로운 연장 구간은 산 도나토 역에서 시작하여 산도나토밀라네세, 페스키에라보로메오, 메딜리아, 판틸리아테, 세탈라, 파울로 등의 지역을 지나갈 예정이다. 총 14.8 km 길이에 6개 역이 생기며, 대부분의 구간 (60%)이 지하에 있게 될 예정이다.
이 계획은 2010년에 승인되었으나 2011년이 되면서 자금 부족으로 인해 보류된 상태이다. 공사는 2015년부터 시작하기로 계획되었다.

## 사진

지하철 3호선 노선도
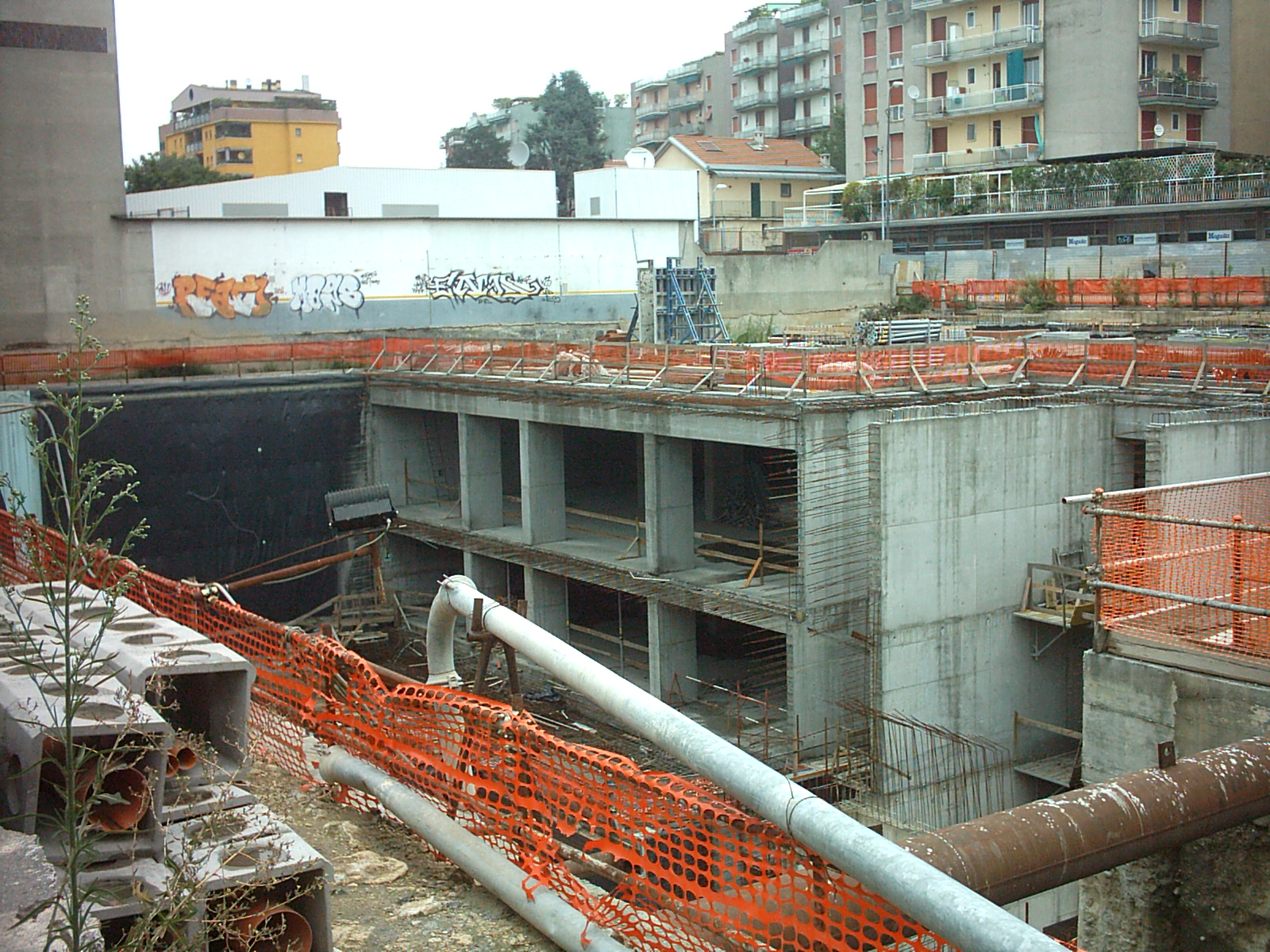
공사중인 아포리 역. (2007년 촬영)